# City of Stonnington
City of Stonnington – obszar samorządu lokalnego (ang. local government area) w południowo-wschodniej części aglomeracji Melbourne.
Stonnington zostało założone w 1994 roku. Obszar ten zamieszkuje 89 883 osób (dane z 2006). 27% mieszkańców urodziło się po zagranicami Australii. Głównie są pochodzenia brytyjskiego, nowozelandzkiego, greckiego, chińskiego oraz hinduskiego. Większość osób tego regionu deklaruje się jako katolicy (21.3%), natomiast przynależność do kościoła anglikańskiego deklaruje 16.9%. Stonnington jest bardzo dobrze obsługiwany przez transport publicznych: 3 linie kolei podmiejskiej, 8 linii tramwajowych oraz 12 linii autobusowych.

## Dzielnice

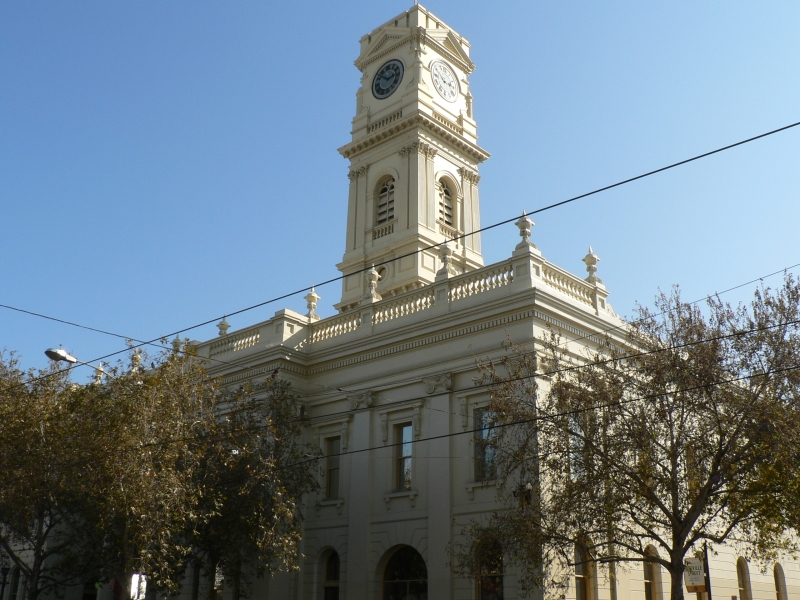
The Prahran Town Hall

- Armadale
- Glen Iris
- Kooyong
- Malvern
- Malvern East
- Prahran
- South Yarra
- Toorak
- Windsor